# Grand China Air
Grand China Air (chinesisch 大新華航空) ist eine chinesische Fluggesellschaft mit Sitz in Haikou und Basis auf dem Flughafen Haikou-Meilan. Sie ist eine Tochtergesellschaft der HNA Group.

## Geschichte
Die Muttergesellschaft HNA Group besitzt Anteile an den Fluggesellschaften Shanxi Airlines (92,51 %), Chang An Airlines (73,51 %), China Xinhua Airlines (60 %), Shilin Airlines (48,9 %) und Suparna Airlines (15 %). Im Jahr 2005 wurde bekannt gegeben, dass die Fluggesellschaften zusammen in Grand China Air aufgehen sollen. Die Fusion wurde am 30. November 2007 eingeleitet. Gleichzeitig ging die Fluggesellschaft in den Besitz der neugegründeten Grand China Airlines Holding über, die wiederum ein Joint Venture der Provinzregierung Hainans (Anteil von 48,6 %), des US-amerikanischen Investmentbankers George Soros (18,6 %) und der HNA Group (32,8 %) ist.
Mit Stand November 2015 ist die Integration der Schwestergesellschaften nach wie vor nicht abgeschlossen. Diese fliegen zwar zwischenzeitlich in einem einheitlichen Markenauftritt, jedoch nach wie vor unter den jeweiligen eigenen Namen. Im Mai 2013 gab die HNA Group bekannt, weitere Tochtergesellschaften zu gründen und somit eher von einem Zusammenschluss unter einer Marke abzurücken. Die Webpräsenz der Grand China Air wurde zwischenzeitlich auch in die der weit größeren Hainan Airlines integriert.

## Flugziele
Grand China Air führt im Streckennetz ihrer Schwestergesellschaft Hainan Airlines hauptsächlich Flüge innerhalb Chinas sowie einige internationale Verbindungen durch.

## Flotte
Mit Stand Juli 2022 besteht die Flotte der Grand China Air aus drei Flugzeugen mit einem Durchschnittsalter von 12,3 Jahren:
| Flugzeugtyp    | Luftfahrzeugkennzeichen | Anmerkungen                               | Alter      |
| Boeing 737-800 | B-5482                  | mit Winglets ausgestattet; B-5539 inaktiv | 12,3 Jahre |
| Boeing 737-800 | B-5538                  | mit Winglets ausgestattet; B-5539 inaktiv | 12,3 Jahre |
| Boeing 737-800 | B-5539                  | mit Winglets ausgestattet; B-5539 inaktiv | 12,3 Jahre |